# Juncal (Argentina)
Juncal es una localidad del departamento Constitución, provincia de Santa Fe, Argentina. Se ubica a 47 km de Pergamino, a 36 km de Bigand y a 3 km del límite con la provincia de Buenos Aires, siendo la Ruta Nacional 178 su principal vía de comunicación. Es la capital provincial de la Amistad.

## Población
Cuenta con 1112 habitantes (Indec, 2010), lo que representa un descenso frente a los 1,277 habitantes (Indec, 2001) del censo anterior.
| Gráfica de evolución demográfica de Juncal entre 1991 y 2010 |
|                                                              |
| Fuente: Censos nacionales del INDEC                          |

## Creación de la Comuna
El pueblo fue fundado por don Clodomiro Ledesma y la iglesia donada por su esposa, doña Juana Casas de Ledesma. Su nombre es en honor a la batalla de Juncal, según el deseo de la familia del fundador.
- 19 de mayo de 1917

## Nacientes del Arroyo del Medio y de Pergamino
El nacimiento de los cauces de los arroyos del Medio (que sirve de linde entre las provincias argentinas de Santa Fe y Buenos Aires), y Pergamino, se hallan en las cercanías de la localidad, en una serie de lagunas, cañadas, bañados, y canales, alimentados por vertientes, producto de aguas subterráneas. 
La zona era conocida, a mediados del siglo XIX, bajo el nombre de El Bagual. Por aquellos años, una partida militar bajo el mando del Cnel. Emilio Mitre quiso sorprender a un grupo de indios y solo encontró en tal lugar un caballo salvaje. Este es el origen del nombre y de la estancia del fundador que precede al pueblo. En dicho establecimiento se votó la primera comisión comunal.

## Parroquias de la Iglesia católica en Juncal
| Diócesis  | Venado Tuerto |
| --------- | ------------- |
| Parroquia | San Pedro     |